# 一平浪站
一平浪站是一个成昆铁路上的车站，位于云南省禄丰县一平浪镇，建于1965年，邮政编码为651214。
目前为四等站，隶属昆明铁路局管辖，西距广通站22公里，成都站969公里，东距昆明站131公里。该站不办理客运业务；货运办理整车、零担货物发到。